# フェリーチェス
フェリーチェス（Feliches）とは、NHKエンタープライズが製作したマスコットキャラクターのことで、「1本の線から生まれた不思議な生き物」をモチーフとしている。2009年にNHK放送センターなどでイベントが開催され、NHK地球エコをテーマとして放送された特別番組、SAVE THE FUTUREのマスコットキャラクターとなった。

## 概要

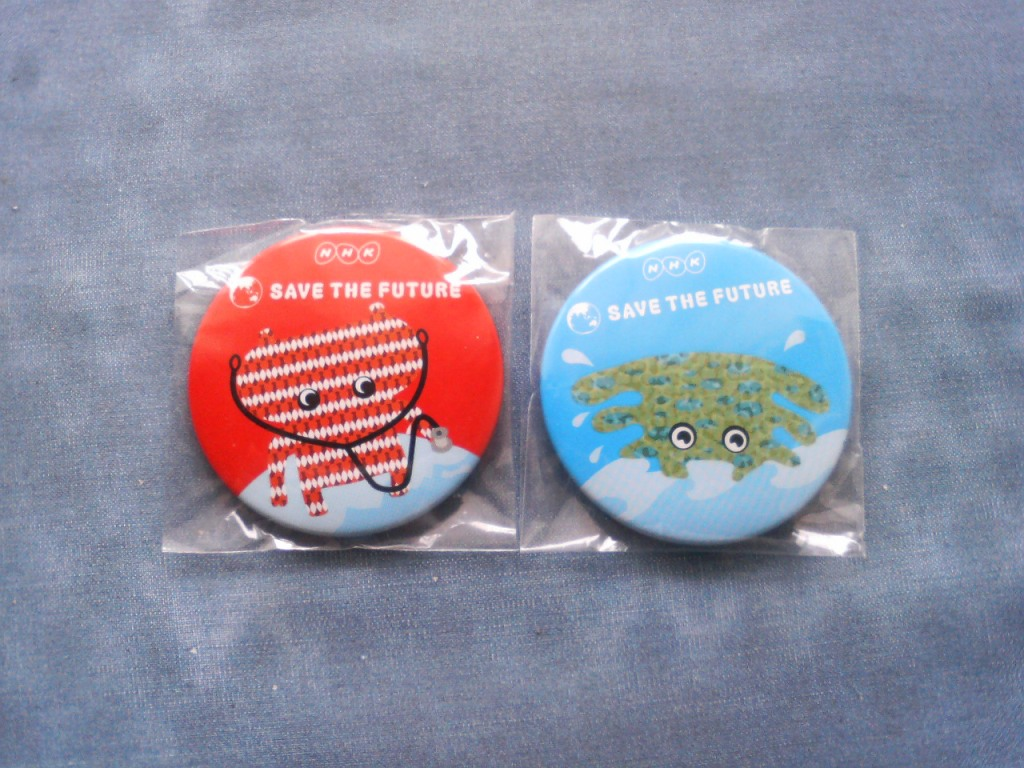
フェリーチェスのグッズ

### キャラクター一覧
5つのキャラクターで構成されている。
- Mr.ブリーチャー
- フロー
- オンクルロケット
- ピンチョー
- アクテオン